# Campagne de Galice (1384)
Crise portugaise de 1383-1385
Batailles
La campagne de Galice a eu lieu en 1384 dans le cadre de la crise portugaise de 1383-1385. Cette campagne navale portugaise dans le royaume de Galice fut commandée par un noble castillan, Don Pedro de Trastamare, qui avait pourtant rallié le régent portugais Jean d'Aviz. Les Portugais firent une série d'attaques en Galice, s'emparant des villes de Baiona, La Corogne et Neda. Ils mirent également la ville de Ferrol à feu et à sang. De plus, la flotte portugaise détruisit deux grands navires castillans et s'emparèrent d'une galère. Les trois navires transportaient des munitions et des vivres à l'armée castillane qui assiégeait Lisbonne.
Lorsque les Portugais rentrèrent à Porto, des célébrations furent tenues pour les remercier de leur victoire.